# Équipe de France de flag football
 (février 2025).
Si vous disposez d'ouvrages ou d'articles de référence ou si vous connaissez des sites web de qualité traitant du thème abordé ici, merci de compléter l'article en donnant les références utiles à sa vérifiabilité et en les liant à la section « Notes et références ».
Cet article traite de l'équipe masculine. Pour l'équipe féminine, voir Équipe de France de flag football féminin.
Pour les articles homonymes, voir Équipe de France.
L'équipe de France de flag football est la sélection des meilleurs joueurs français de flag football sélectionnés par la Fédération française de football américain.
Le dernier titre de l'équipe masculine est celui de champion d'Europe gagné en Italie en septembre 2007. Face à l'Allemagne en finale, les Français s'imposent 19-0. En trois éditions de l'EuroFlag, les Français ont remporté trois titres.
À noter que l'équipe de France féminine a été championne du monde en 2006 la même année que l'équipe masculine.

Le dernier titre de l'équipe féminine est celui de champion d'Europe gagné en Italie en septembre 2007. Face à la Finlande en finale, les Françaises s'imposent 25-12 ; un an avant elles deviennent championne du monde.

## Palmarès
Équipe masculine :
- Championnat du monde de flag football de l'IFAF (5 contre 5)
  -  3e en 2002 à Vienne ( Autriche)
  -  2e en 2004 à Thonon les bains ( France)
  -  1er en 2006 à Daegu ( Corée du Sud)
  -  3e en 2008 à Montreal ( Canada)
  - en 2010 pas qualifié
- Championnat du monde de flag football de l'IFAF (7 contre 7)
  -  3e en 2002 à Vienne ( Autriche)
  -  1er en 2004 à Thonon les bains ( France)
- Championnat d'Europe de flag football de l'IFAF
  - Absent en 2003 à Vienne ( Autriche)
  -  1er en 2005 à Helsinki ( Finlande)
  -  1er en 2007 à Sestola ( Italie)
  - 6e en 2009 à Belfast ( Irlande du nord)
  -  3e en 2011 à Thonon-les-bains ( France)
  -  3e en 2019 à Jérusalem ( Israël)
- Jeux mondiaux
  - 6e en 2022 à Birmingham ( États-Unis)

Équipe féminine :
- Championnat du monde de flag football de l'IFAF (5 contre 5)
  -  2e en 2002 à Vienne ( Autriche)
  -  2e en 2004 à Thonon-les-bains ( France)
  -  1er en 2006 à Daegu ( Corée du sud)
  -  3e en 2008 à Montreal ( Canada)
  -  3e en 2012 à Stocklom (Suéde)

- Championnat du monde de flag football de l'IFAF (7 contre 7)
  -  2e en 2002 ( Autriche)

- Championnat d'Europe de flag football de l'IFAF
  -  2e en 2004 à Vienne ( Autriche)
  -  2e en 2006
  -  1er en 2007 à Sestola ( Italie)
  -  3e en 2011 à Thonon-les-bains ( France)